# Gudrun Lorenzen
Gudrun Lorenzen (Gudrun Elisabeth Lorenzen, født 20. november 1904 i Odense, død 30. juli 1968 i København) var en dansk maler. Forældrene var politibetjent Emil Lorenzen og Marthine Madsen.

## Kunstnerisk virke
Gudrun Lorenzen udfoldede sit liv på to områder i kunstens verden: hovedsageligt som maler og dernæst som deltager i det organisatoriske liv i kunstens verden, herunder ikke mindst som leder af Kunstnernes Statsunderstøttede Croquisskole i en årrække.

### Mosaikken under Stærekassen
Hun indledte sin uddannelse med forberedelsesklassen i Teknisk Skole i Odense og blev i september 1925 optaget på Kunstakademiet i København, hvor hun gik på malerskolerne hos Aksel Jørgensen og Ejnar Nielsen indtil 1930. Herefter gik hun tre år på frescoskolen på Kunstakademiet, indtil 1933. Allerede fra 1932 blev hun assistent på arbejdet med lægning af stiftmosaikker hos Ejnar Nielsen ved hans store udsmykning af portrummet under Det Kgl. Teaters Nye Scene (Stærekassen). Arbejdet varede ved til 1939. Undervejs udarbejdede hun et prøvefelt i mosaik af Ejnar Nielsens dekoration sammen med Poul Larsson og Arne Meyer. Titlen var Landet og Dramaet, og værket tilhører Vejen Kunstmuseum.

### Malerier
Gudrun Lorenzen arbejdede i sine malerier med motiver som landskaber, både hjemlige og italienske, og desuden med figurkompositioner. Landskaberne gengav oplevelserne af det sete, hvor hun i figurbillederne søgte at skabe en monumentalitet og helhed af farve, form og rum. Udstillingerne af hendes værker gav positiv omtale, som for eksempel i Berlingske Tidende, som 2. december 1938 skrev følgende om hendes udstilling i Bingers Kunsthandel: Gudrun Lorenzens Farve er meget dybt stemt, men den er personlig, den har Tone og Poesi. Trods Dunkelheden flyder Kompositionen ikke ud. Malerinden har Hold på baade Flader og Farve. 
I 1943 udstillede hun i Arnbaks Kunsthandel. Også her lød positive ord, fra Nationaltidende 16. april 1943 citeres: Det lykkedes hende med en egen varm Farvefylde i den anselige Komposition af de tre Mænd ved Bordet [red.: "Kristus i Emmaus"], som Akademiet belønnede med den fine Hertzogske Præmie for to Aar siden. Der er en lyttende Stilhed i dette Billede og en fast Beherskelse af de tre svære Ting: Farve, Form og Rum, som gør, at man ikke gaar det ligegyldigt fordi, og at man uvilkaarligt husker det. En monumental Helhed naar hun ogsaa i Portrættet af Malerinden Gertrud Boberg med sin Blokfløjte og i den brune Dame med den blaa Hund. Her ligger Farven lettere og mere dagfrisk, og her ser man tillige en intellektuel Afklaring af Problemerne i et Billede, saaledes som hun for sit Vedkommende stiller dem op.
Gudrun Lorenzen havde som leder af Croquisskolen en årrække bolig i Nyhavn 18, hvor hun uden for skolens åbningstid kunne undervise egne elever, udstille og ikke mindst: arbejde med sine malerier. På en af hendes seneste udstillinger hos kunsthandleren Henning Larsen i Bredgade, København, viste hun foruden billeder fra Italien malerier fra hjemmet i Nyhavn. Især eet billede blev bemærket af anmeldere. Berlingske Tidende bragte artiklen Undervejs - Gudrun Lorentzens udstilling hos Henning Larsen 1. december 1967, og her hed det: I den gryende morgen fik husene langs kanalen, som hun oplevede dem fra sine vinduer, en ejendommelig malerisk helhedsvirkning. Med bredt anlagte farveflader skabte hun abstraktioner over virkelighedsmotivet, således at billedet spontant gav udtryk for den stemning, der bevægede hende.

### Uddannelse
- Teknisk Skole, Odense, forberedelsesklassen
- 1925-1930 Kunstakademiet hos Aksel Jørgensen og Ejnar Nielsen
- 1930-1933 Kunstakademiets frescoskole

### Rejser og udlandsophold
- 1930 Frankrig, Spanien
- 1933 Italien

### Stipendier og udmærkelser
- 1929 Ronges Legat
- 1930, 1931 Det Raben-Levetzauske Legat
- 1932, 1938 De Bielkeske Legater
- 1933, 1956 Akademiet
- 1939, 1957 Neuhausens Præmie
- 1940, 1950 Aug. Schiøtt
- 1942 Hertzogs Præmie
- 1944 Emma Bærentzens Legat
- 1946 J. J. Levin
- 1954 Alfred Benzons Præmie
- 1955 Det Nathanske Legat
- 1957 J. R. Lunds Legat
- 1962 Treschow
- 1965 P. A. Schou
- 1966-1968 Statens Kunstfond
- 1967 Hessellund
- Dronning Ingrids Romerske Fond
- Ole Haslunds Legat

### Udstillinger
- 1929-1932, 1934, 1936 Kunstnernes Efterårsudstilling
- 1937-1945, 1947-1948, 1952-1954, 1957-1960, 1964, 1967, 1969 Charlottenborg Forårsudstilling
- 1939, 1944, 1947, 1953, 1956, 1962, 1965 Charlottenborgs Efterårsudstilling
- 1943-1944 Den Fynske Forårsudstilling, Odense
- 1948 Nordiske Kunstnerinder, Stockholm
- 1959 Å-udstillingen
- 1961 Købestævnet, Fredericia

### Separatudstillinger
- 1938 Bingers Kunsthandel, København
- 1943 Arnbaks Kunsthandel, København
- 1946 Bachs Kunsthandel, København
- 1961 Kunstnernes Statsunderstøttede Croquisskoles lokaler
- 1967 Henning Larsens Kunsthandel, København
- 1970 Mindeudstilling, Charlottenborg, sammen med Arne Meyer

### Værker i offentlig eje
- 1933-1936 Vejen Kunstmuseum: Landet og Dramaet, mosaik, prøvefelt af Ejnar Nielsens dekoration til Det Kgl. Teater, sammen med Poul Larsson og Arne Meyer
- 1942 Fløjtespiller, maleri, Vejen Kunstmuseum
- u.å., Kvinde med fugle, maleri, Vejen Kunstmuseum
- 1953 Føvling KIrke: altertavle
- 1959 Kobberstiksamlingen: to akvareller Anticoli Corrado
- 1965 Statens Museum for Kunst: Opstilling

## Organisatorisk virke
Sideløbende med sit arbejde med kunst deltog Gudrun Lorenzen i høj grad i organisatorisk arbejde. Hun var medlem af bestyrelserne for Charlottenborgs Forårsudstilling, Charlottenborgs Efterårsudstilling og censurkomitéen for Charlottenborgs Forårsudstilling. Hun var medlem af Akademiet 1959-1965.
En stor organisatorisk indsats gjorde Gudrun Lorenzen som leder af Kunstnernes Statsunderstøttede Croquisskole. Her blev hun ansat som leder i 1954, en post hun besad til sin død i 1968. Croquisskolen havde adresse i Nyhavn 18 i København, og lederen havde en mindre bolig i ejendommen.

### Stillinger og hverv, oversigt
- 1954-1968 Leder af Kunstnernes Statsunderstøttede Croquisskole
- 1956-1960, 1962-1964, 1966-1967 Bestyrelsesmedlem af Charlottenborg Forårsudstilling
- 1956-1960, 1962-1967 Bestyrelsesmedlem af Charlottenborgs Efterårsudstilling
- 1955, 1957-1960, 1962-1964 Medlem af censurkomitéen for Charlottenborg Forårsudstilling
- 1959-1965 Medlem af Akademiet